# Carlos do Carmo

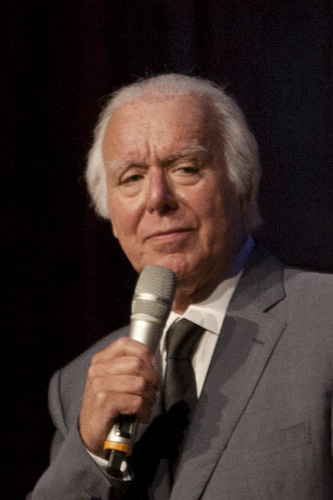
Carlos do Carmo (2013)

Carlos do Carmo ist der Künstlername des portugiesischen Fadista Carlos Alberto de Ascensão do Carmo de Almeida (* 21. Dezember 1939 in Lissabon; † 1. Januar 2021 ebenda), der den Fado durch seinen überaus persönlichen Stil mit Respekt gegenüber der Tradition erneuerte und Vorbild von Künstlern wie Camané war. Er übernahm den Namen seiner Mutter Lucília do Carmo (1920–1999), die selbst erfolgreiche Fadista und zeitweise Betreiberin des noch heute existierenden Fado-Lokals O Faia war. Einige Wochen vor seinem 80. Geburtstag nahm er am 9. November 2019 offiziell Abschied von der Bühne.

## Leben

### Bis 2000
Seine Eltern schickten ihn zur Hoteliers-Ausbildung in die Schweiz (Genf), wo er neben Französisch sein in der deutschen Schule in Lissabon erlerntes Deutsch weiter verbesserte. Auch seine musikalischen Interessen waren zunächst eher kosmopolitisch.
Er nahm zwar schon im Alter von neun Jahren eine Schallplatte auf (seine Mutter Lucilia do Carmo war eine bedeutende Fado-Sängerin, und sein Vater, der Buchhändler Alfredo de Almeida, betrieb den Fado-Club O Faia). Doch erst nach einigen Jahren entschloss er sich, wie seine Mutter Fado zu singen (er nahm 1969 sogar eine Schallplatte mit ihr auf). 1963 erschien seine erste Schallplatte in Portugal. Seither hat er 35 Alben veröffentlicht, darunter viele wegweisende, von einem Teil der Kritik als innovativen „Fado novo“ begrüßt, von einem anderen, den Puristen, als Entfremdung des Fado abgelehnt, insbesondere Um homem na cidade (1977).

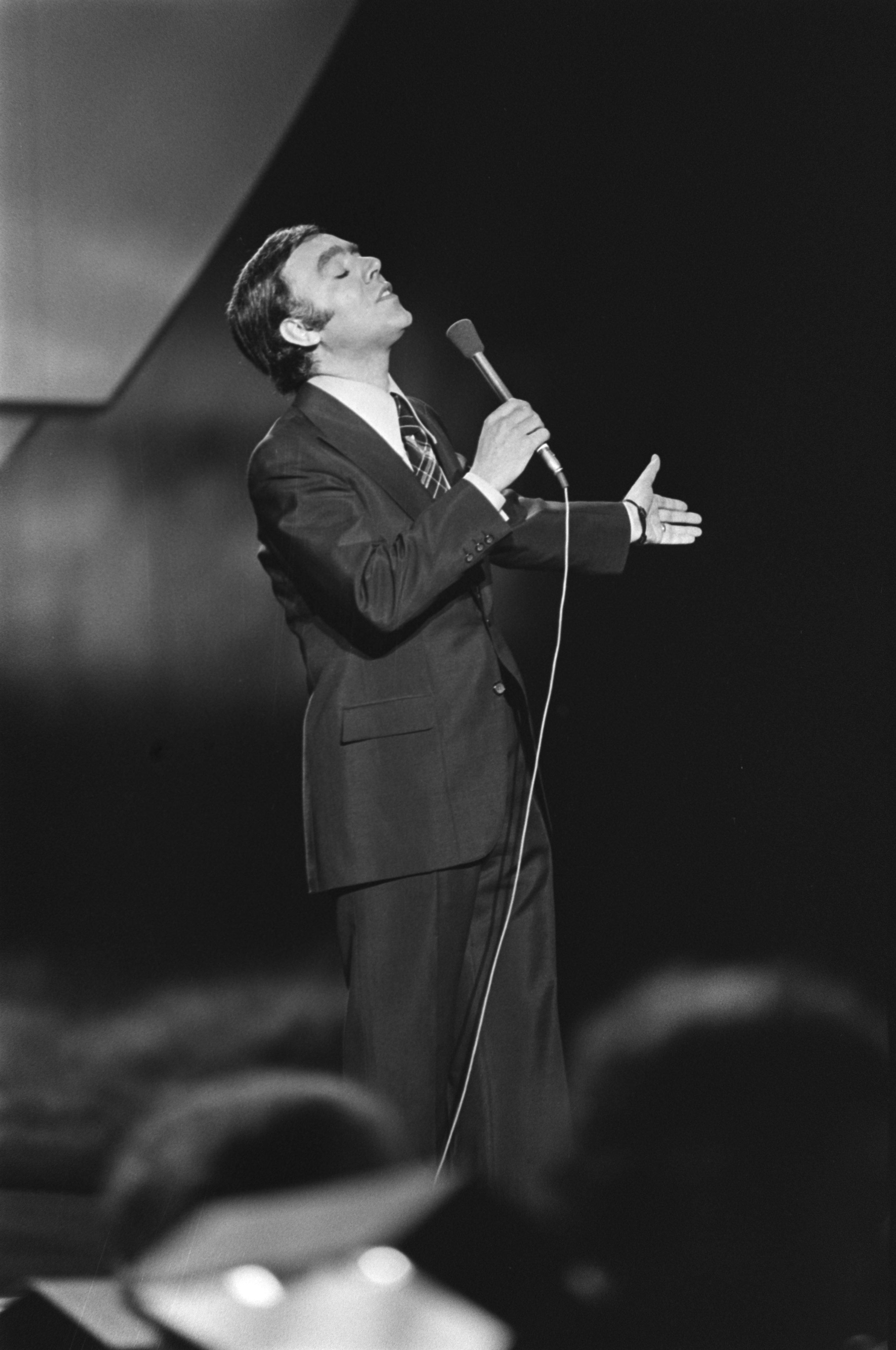
Carlos do Carmo beim Eurovision Song Contest 1976

Im Gegensatz zu vielen anderen Fado-Sängern arrangierte sich Carlos do Carmo nicht mit der Estado Novo-Diktatur in Portugal; wegen Kontakten zu Oppositionellen wurde er verhaftet. So verband ihn etwa mit dem kommunistisch gesinnten, 2010 verstorbenen portugiesischen Literaturnobelpreisträger Jose Saramago eine enge Freundschaft.
1976 vertrat er Portugal beim Eurovision Song Contest 1976 mit Flor de verde pinho, einer Bearbeitung eines Gedichtes des Dichters und Politikers Manuel Alegre. Do Carmo war zuvor intern ausgewählt worden, sein Land beim ESC zu vertreten. In der Vorentscheidung (Festival da Canção 1976), die am 7. März 1976 im portugiesischen Fernsehen ausgestrahlt wurde, sang er acht Lieder, aus denen die Zuschauer per Postkartenabstimmung den Siegertitel Flor de verde pinho wählten. Sämtliche Lieder des Vorentscheids wurden auf der LP Uma Canção Para A Europa veröffentlicht.
Die 1980er Jahre waren insbesondere durch zahlreiche internationale Gastspiele gekennzeichnet, von denen einige zur Veröffentlichung gelangten. Er nahm auch neue Alben auf. So wurde Um homem no país 1983 die erste portugiesische Compact Disc (CD), als das Medium Ende 1982 aufkam. Do Carmo versuchte sich in jenen Jahren auch als Produzent: 1984 produzierte er das Fado-Album Mulher, Guitarra von Simone de Oliveira. 30 Jahre später folgte die Produktion des Albums Amália Tribute für die finnische Sängerin Kirsi Poutanen, die auf diesem Werk bekannte Fados von Amália Rodrigues in finnischer Sprache interpretiert.

### Seit 2000

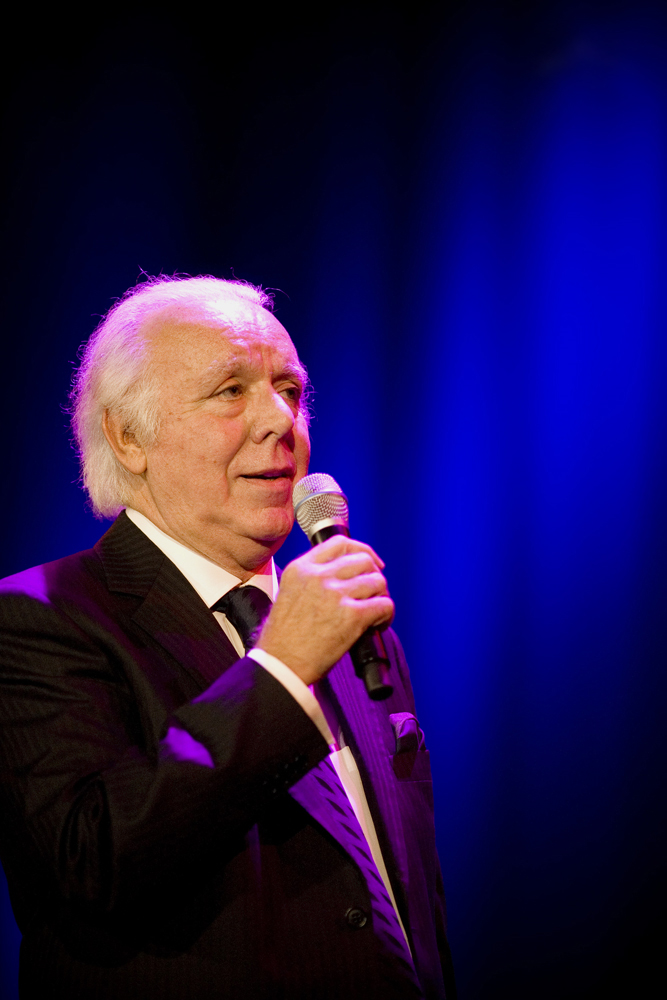
Carlos do Carmo (2007)

Nachdem er in den 1990er Jahren nicht so häufig international und auch in Portugal seltener in der Öffentlichkeit aufgetreten war, waren die 2000er-Jahre wieder von reger Aktivität und Auszeichnung seines Werkes gleichermaßen geprägt. Nach überstandener schwerer Krankheit erschien ein Buch über Carlos do Carmo, und er erhielt eine Reihe von Auszeichnungen und Orden.
2006 legte die Firma Raymond Weil eine goldene Carlos do Carmo-Uhr auf. 2007 zeigte das Museu do Fado eine groß angelegte Carlos do Carmo Retrospektive. 2008 gewann er den Goya, den „spanischen Oscar“, für seinen „Fado da Saudade“ aus dem Film Fados von Carlos Saura, an dem er mitgearbeitet hatte. Noch 2008 erschien zur Jubiläumsfeier seiner 45-jährigen Karriere eine vielbeachtete Dokumentar-DVD über und mit Carlos do Carmo (u. a. mit einigen Titeln eines neueren Konzertes in Frankfurt/Main im Bonus-Bereich), die als Doppelpack zusammen mit einer „Best of“-Zusammenstellung veröffentlicht und ein Verkaufsschlager wurde.
2009 sang er bei einem Konzert noch anlässlich seines Jubiläums vor 11.000 Menschen im größten Veranstaltungssaal des Landes, im Pavilhão Atlântico (auf dem Gelände der Expo 98 in Lissabon), zusammen mit Gästen wie Mariza, Camané, seinem Sohn Gil, der gefeierten Fado-Nachwuchssängerin Carminho, Bernardo Sassetti, Maria Berasarte aus Galicien und dem Orchestra Sinfonietta de Lisboa.
2010 sang er im September beim Douro Film Harvest (u. a. vor Sophia Loren), und im November 2010 gestaltete er zusammen mit dem Count Basie Orchestra unter der Leitung von Dennis Mackrel einen Frank-Sinatra-Abend im Pavilhão Atlântico in Lissabon. Im gleichen Jahr erschien sein mit Bernardo Sassetti aufgenommenes, jazzig-intimes Album, auf dem er nur durch das Piano Sassettis begleitet wird. Die CD erschien in einer Teilauflage auch mit einer DVD und kam bis auf den zweiten Platz der portugiesischen Charts. Ebenso arbeitete er maßgeblich mit in der Koordinierungsgruppe für die Kandidatur des Fados zur Anerkennung als immaterielles Kulturerbe der UNESCO. Ende 2011 erfolgte die Eintragung auf die Repräsentative Liste des immateriellen Kulturerbes der Menschheit.
2011 ging ereignisreich weiter: der 72-jährige Carlos do Carmo sang unter anderem im April in Angola und war Gast bei Ana Mouras großem Konzert im Coliseu dos Recreios, im Mai sang er auf den Azoren und im Juni in Paris, in Madrid und als Gast bei Mayra Andrades Lissabon-Konzert, und im Oktober im 2005 eröffneten, architektonisch spektakulären Konzerthaus Casa da Música in Porto.
Nach seinem erfolgreichen Album 2010 mit dem Pianisten Bernardo Sassetti erschien 2012 erneut ein Album von Carlos do Carmo mit Piano-Begleitung, diesmal ein Projekt mit der international renommierten Pianistin Maria João Pires. Das Album erreichte die portugiesischen Charts.
Ende 2013 wurde sein Album Fado É Amor veröffentlicht. 10 Fados singt er hier im Duett mit jeweils einem der bekanntesten Namen des aktuellen Fados, namentlich Camané, Mariza, Carminho, Ana Moura, Ricardo Ribeiro, Raquel Tavares, Cristina Branco, Marco Rodrigues, Aldina Duarte und Mafalda Arnauth. Dazu singt er das Lied Loucura im Duett mit der Gesangsaufnahme des Stückes seiner Mutter von 1960. Das Album ist zum einen eine Verbeugung Carlos do Carmos vor dem Fado, und zum anderen eine Anerkennung der Bedeutung do Carmos für die Entwicklung des Fados der letzten Jahrzehnte. Das Album stieg sofort auf Platz eins der portugiesischen Verkaufslisten ein.
Kurz vor seinem 80. Geburtstag verabschiedete sich Carlos do Carmo nach 57 Bühnenjahren mit zwei ausverkauften Abschiedskonzerten Obrigado! aus dem Musikgeschäft, eines am 2. November 2019 im Coliseu do Porto im nordportugiesischen Porto und schließlich das letzte am 9. November 2019 im Coliseu dos Recreios in Lissabon. Neben einer Vielzahl Fado-Mitstreitern und Persönlichkeiten aus Musik, Film und Fernsehen waren dort Staatspräsident Marcelo Rebelo de Sousa, Premierminister António Costa, Kulturministerin Graça Fonseca und der Bürgermeister von Lissabon Fernando Medina, anwesend, sowie der UN-Generalsekretär António Guterres, dieser jedoch als Privatperson. Sie alle gratulierten ihm am Ende des Konzertes auf der Bühne, und Premierminister António Costa zeichnete ihn mit der staatlichen Verdienstmedaille für Kultur aus, zudem überreichte ihm der Bürgermeister einen goldenen Ehrenschlüssel seiner Heimatstadt Lissabon. Später nahmen eine Vielzahl bekannter Schauspieler und Musiker mit ihm Erinnerungsfotos auf und verbreiteten sie in den sozialen Medien. Das Konzert wurde vom öffentlich-rechtlichen Fernsehsender RTP aufgezeichnet und am Abend des 2. Januar 2020 in seinem ersten Programm ausgestrahlt.
Carlos do Carmo war seit 1964 mit seiner Frau Judite verheiratet und hat mit ihr drei Kinder: Cila, Alfredo und den mit ihm schon mehrmals aufgetretenen Sänger Gil.
Carlos do Carmo starb im Alter von 81 Jahren am Morgen des 1. Januar 2021 im Universitätskrankenhaus Hospital de Santa Maria in seiner Heimatstadt Lissabon.

## Rezeption

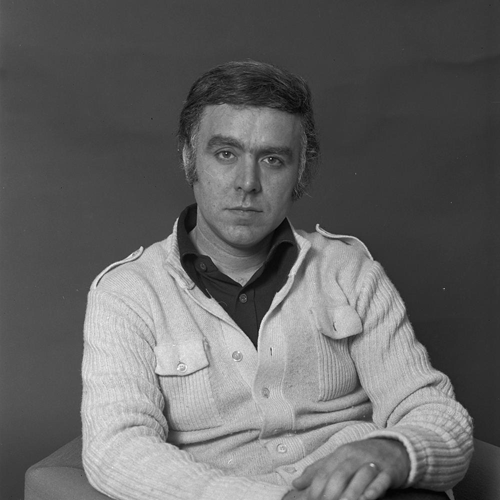
Carlos do Carmo (1976)

Carlos do Carmo wird als Altmeister und als Erneuerer des Fados angesehen, der wesentlich dazu beigetragen hat, diesen Musikstil vor dem Abgleiten in klischeehafte Unterhaltungsmusik oder die reine Touristenbelustigung zu bewahren. Insbesondere nach der Nelkenrevolution 1974 befreite er mit neuen Herangehensweisen den Fado von einigen überholten Traditions-Klischees, die sich während des Estado-Novo-Regimes des Fados bemächtigt hatten. Er bemühte sich stets um musikalische Qualität und anspruchsvolle Texte und zog dafür unterschiedliche Textautoren heran und arbeitete mit einigen der besten Gitarristen des Landes zusammen. Er hielt Kontakt zu der jungen Generation von Fado-Sängern und Sängerinnen wie Mariza, die ihrerseits vielfach seine Fados singen. Er gilt national und international als bedeutendster Vertreter des Fados nach Amália Rodrigues.
Carlos do Carmo trat vielfach im Ausland als der exemplarische Fado-Sänger Lissabons auf. Zugleich blieb er Kosmopolit und sang bei Konzerten auch Lieder beispielsweise von Jacques Brel. Ein Konzert in der Alten Oper in Frankfurt am Main 1983 wurde als Schallplatte veröffentlicht, ebenso Konzertmitschnitte aus dem Olympia (Paris) und dem Canecão in Botafogo, Rio de Janeiro. Er veröffentlichte außerdem mehrmals in Englisch („Have a smile on your face“ 1976) und trat u. a. im Savoy in Helsinki, im Place des Arts in Montreal und im Memorial da América Latina in São Paulo auf sowie in den USA und der damaligen Sowjetunion. Ähnlich weit verbreitet waren seine Veröffentlichungen, die sowohl im damaligen Ostblock als auch im Westen bis hin zur damaligen portugiesischen Überseeprovinz Angola verlegt wurden.
Er wurde neben verschiedenen Preisen (u. a. Prémio José Afonso 2003) mit einem der höchsten Orden in Portugal ausgezeichnet, dem Orden des Infanten Dom Henrique im Kommandeurs-Grad, nachdem er bereits unter anderem Ehrenbürger von Rio de Janeiro war und ein Ehrendiplom des Senats von Rhode Island für sein künstlerisches Wirken erhalten hatte.
2014 wurde er mit dem Latin Grammy Award für sein Lebenswerk ausgezeichnet.
Nach seinem Abschiedskonzert am 9. November 2019 in seiner Heimatstadt Lissabon, bei dem ihm eine große Zahl an bekannten Persönlichkeiten aus Film, Fernsehen und Musik, aber auch der Staatspräsident, der Premierminister, die Kulturministerin, Lissabons Bürgermeister und dazu der privat anwesende UN-Generalsekretär stehend applaudierten, wurde Carlos do Carmos Bedeutung für die Weiterentwicklung des Fados nach der Nelkenrevolution, seine enorme menschliche Ausstrahlung und seine Leistungen während seines langen Künstlerschaffens von allen Seiten hervorgehoben.

## Diskografie

### Alben
| Jahr | Titel                                                           | Höchstplatzierung, Gesamtwochen, AuszeichnungChartsChartplatzierungen (Jahr, Titel, Platzierungen, Wochen, Auszeichnungen, Anmerkungen) | Anmerkungen                                                          |
| Jahr | Titel                                                           | PT | Anmerkungen                                                          |
| ---- | --------------------------------------------------------------- | --- | -------------------------------------------------------------------- |
| 1976 | Uma canção para a Europa                                        | PT35 (1 Wo.)PT | Movieplay, Charteinstieg in PT erst 2021                             |
| 1977 | Um homem na cidade                                              | PT17 (2 Wo.)PT | PolyGram, Charteinstieg in PT erst 2021                              |
| 2003 | Do tempo do vinil – 40 anos de carreira                         | PT13 (4 Wo.)PT | Universal Music Portugal                                             |
| 2004 | Ao vivo no Coliseu dos Recreios de Lisboa - 40 anos de carreira | PT13 Gold · (6 Wo.)PT | Universal Music Portugal CD+DVD                                      |
| 2008 | Fado maestro - 45 anos de carreira                              | PT5 Platin · (12 Wo.)PT | Universal Music Portugal CD+DVD                                      |
| 2010 | Carlos do Carmo / Bernardo Sassetti                             | PT2 Gold · (10 Wo.)PT | Universal Music Portugal mit Bernardo Sassetti                       |
| 2012 | Carlos do Carmo / Maria João Pires                              | PT13 (5 Wo.)PT | Universal Music Portugal mit Maria João Pires                        |
| 2012 | Ao vivo nas salas miticas                                       | PT20 (2 Wo.)PT | Charteinstieg in PT erst 2021                                        |
| 2013 | Fado é amor                                                     | PT1 Gold · (22 Wo.)PT | Universal Music Portugal                                             |
| 2018 | Um homem no mundo                                               | PT48 (1 Wo.)PT |                                                                      |
| 2019 | Oitenta                                                         | PT1 (54 Wo.)PT | erreichte 2019 Platz 2 und stieg 2021 posthum erneut auf Platz 1 ein |
| 2021 | E ainda …                                                       | PT1 (29 Wo.)PT |                                                                      |

grau schraffiert: keine Chartdaten aus diesem Jahr verfügbar
Weitere Alben
- Mário Simoes e seu Quartet apresentando Carlos do Carmo (1963, Alvorada)
- Carlos do Carmo e Orquestra de Joaquim Luiz Gomes (1963, Alvorada)
- Fado Razão da Minha Vida (1965, Decca)
- Fados do Meu Coração (1965, Decca)
- Mais Fados por Carlos do Carmo (1965, Alvorada)
- Carlos do Carmo em Paris (1967, Philips)
- Carlos do Carmo (1967, Tecla)
- Fado Lisboa – Evening at the Faia (1969, Philips)
- Carlos do Carmo Canta Fado (1969, Philips)
- O Fado de Carlos do Carmo (1969, Alvorada)
- Carlos e Lucília do Carmo – O Fado em Duas Gerações (1969, Decca)
- Por Morrer Uma Andorinha (1969, Philips)
- Carlos do Carmo no Curto-Circuito (1970, Tecla)
- Carlos do Carmo (1972, Tecla)
- Canoas do Tejo (1973, Tecla)
- Carlos do Carmo – Êxitos (1973, Tecla)
- Ferro Velho (1973, Tecla)
- Carlos do Carmo (1973, Tecla)
- Gaivota (1973, Tecla)
- Não Se Morre de Saudade... (1973, Tecla)
- Partir é Morrer um Pouco (1973, Tecla)
- Por Morrer Uma Andorinha (1973, Philips)
- Something/Love Story (1973, Tecla)
- Vim para o Fado (1973, Tecla)
- Pomba Branca (1974, Tecla)
- A Voz Que Eu Tenho (1975, Trova)
- Pedra Filosofal (1975, Edisom)
- Carlos do Carmo e Don Byas (1976, Philips)
- Have a Smile on Your Face (1976, Crystal)
- Have a Smile on Your Face (1976, Movieplay)
- Lisboa Menina e Moça (1976, Movieplay)
- O Que Sobrou De Um Queixume (1976, Philips)
- Carlos do Carmo com Guitarras (1978, Tecla)
- Dez Fados Vividos (1978, Trova)
- Os Putos (1978, Trova)
- Fado dos Cheirinhos (1979, Philips)
- Carlos do Carmo - O Maior Intérprete da Música Portuguesa (1979, Philips)
- Álbum (1980, Philips)
- Ao Vivo no Olympia (1980, PolyGram)
- Carlos do Carmo (1980, Polskie Nagrania)
- Retalhos (1980, Philips)
- A Arte e a Música de Carlos do Carmo – 25 Anos (1982, PolyGram)
- Carlos do Carmo – Live Alte Oper de Frankfurt (1983, Philips)
- Um Homem no País (1983, PolyGram)
- A Touch of Class (1985, Henda)
- Mais do que Amor é Amar (1986, PolyGram)
- Carlos do Carmo ao vivo no Canecão (1988, Portugal Musical)
- Que Se Fez Homem de Cantar (1990, PolyGram)
- Margens (1996, EMI – Valentim de Carvalho)
- Ao vivo no CCB - Os Sucessos de 35 Anos de Carreira (1999, EMI – Valentim de Carvalho)
- Nove Fados e Uma Canção de Amor (2002, Universal Music Portugal)
- À Noite (2007, Universal Music Portugal)
- 100 Canções – Uma Vida (2010, Universal Music Portugal / Jornal Público)

Dazu kommen noch zahlreiche zweitrangige Veröffentlichungen wie Os Imigrantes-Soundtrack, Un parfum de Fado Vol.1 und Vol.6 (Playa Sound), O melhor de Carlos do Carmo (Selecçőes do Readers Digest), Portugal - Fado (Airmail Music 2009), und eine Reihe relativ willkürlicher Zusammenstellungen, und unzählige Beteiligungen an Fado-Compilations.

### Singles (Auswahl)
| Jahr | Titel Album                                   | Höchstplatzierung, Gesamtwochen, AuszeichnungChartsChartplatzierungen (Jahr, Titel, Album, Platzierungen, Wochen, Auszeichnungen, Anmerkungen) | Anmerkungen                   |
| Jahr | Titel Album                                   | PT | Anmerkungen                   |
| ---- | --------------------------------------------- | --- | ----------------------------- |
| 1976 | Lisboa menina e moça Uma canção para a Europa | PT90 (1 Wo.)PT | Charteinstieg in PR erst 2021 |

grau schraffiert: keine Chartdaten aus diesem Jahr verfügbar

### Videoalben
- 2004: Ao vivo no Coliseu dos Recreios de Lisboa - 40 Anos de Carreira (PT: Silber)[26]